# Evian (Mineralwasser)
Evian (Eigenschreibweise: evian) ist ein natürliches Mineralwasser ohne Kohlensäure aus dem in den französischen Alpen gelegenen Ort Évian-les-Bains, das seit 1826 offiziell abgefüllt wird. Es ist in mehr als 140 Ländern weltweit erhältlich und wird bevorzugt in Amerika, Europa und Japan getrunken; es ist das meistverkaufte stille Mineralwasser der Welt. Evian ist eine Marke von Danone.

## Geschichte

### Entwicklung
1789 trank ein Adeliger aus der Auvergne, der Marquis Jean Charles de Laizer, Wasser aus der Sainte Catherine-Quelle, die sich auf dem Grundstück von Gabriel Cachat in Évian-les-Bains befand. Der Marquis, der angeblich an Nieren- und Leberproblemen litt, behauptete, das Quellwasser habe seine Beschwerden geheilt. Nachdem er die Vorzüge dieses „Wunderwassers“ in der Öffentlichkeit gelobt hatte, begannen Ärzte damit, es zu verordnen. Das motivierte Gabriel Cachat, das Wasser zu verkaufen.
Die Herzöge von Savoyen erteilen 1826 die Erlaubnis, Quellwasser in Evian abzufüllen. Diese Erlaubnis gilt als Beginn der Abfüllung von Evian-Wasser.
1829 wurde die erste Mineralwassergesellschaft gegründet. 1859 wurde das Unternehmen in eine Aktiengesellschaft mit der Firma „Société anonyme des eaux minérales de Cachat“ umgewandelt. Ein Jahr später wurde das Unternehmen französisch, als Savoyen, das bis zu diesem Zeitpunkt zum Königreich Sardinien gehörte, nach dem Vertrag von Turin, Frankreich zugesprochen wurde. Das französische Gesundheitsministerium genehmigte 1878 auf Empfehlung der Medizinakademie die Abfüllung von Cachat-Wasser.
Von 1892 bis 1927 besaß die Gemeinde die Quelle und verpachtete diese gegen eine Gebühr an die Betreibergesellschaft. Im Jahr 1901 startete die Vermarktung von Evian-Wasser in Flaschen. Ab 1908 wurden die Flaschen von der Glasfabrik Souchon-Neuvesel hergestellt, die heute zu Owens-Illinois gehört. Die erste PVC-Flasche kam 1969 auf den Markt.
1971 übernahm die BSN-Gruppe, die schließlich zur Danone-Gruppe wurde, die 100-prozentige Kontrolle über die Marke Evian. Sieben Jahre später folgte der Einstieg in den amerikanischen Markt.

### Abfüllung
Die erste Anlage zur Abfüllung baute Evian im Jahr 1900. 54 Jahre später folgte die zweite Anlage, die nach industriellen Maßstäben gebaut wurde. Ab 1965 nutze Evian eine dritte, damals die weltweit größte Abfüllanlage für natürliches Mineralwasser. 2017 wurde eine auch unter ökologischen Gesichtspunkten umfassende Modernisierung abgeschlossen, unter anderem sorgte sie für eine klimaneutrale Abfüllung.

## Produkte
In Deutschland werden die Produkte von der in Frankfurt am Main ansässigen Danone Waters Deutschland GmbH vertrieben, einer Tochter von Danone. Im deutschsprachigen Raum wird Evian in PET- und Glasflaschen in den Größen von 0,33 l bis 1,5 l angeboten.  Darüber hinaus wird seit 1992 eine Limited Edition als Glasflasche gestaltet.

### Spezielle Serie von Glasflaschen
Da Evian 1992 offizieller Sponsor der 16. Olympischen Winterspiele in Albertville war, wurde aus diesem Anlass
eine spezielle Jahresflasche kreiert. Die klassische Evian-Glasflasche wurde rundum mit einem Alpenrelief versehen. In den Jahren bis 1999 wurde das ursprüngliche Glasrelief immer mit stets neuen Designs kombiniert. Zum Jahrtausendwechsel 2000 wurde mit einer Millennium-Edition die klassische Flaschenform in eine Tropfenform verändert.

### Limitierte Editionen
Christian-Lacroix-Modelle

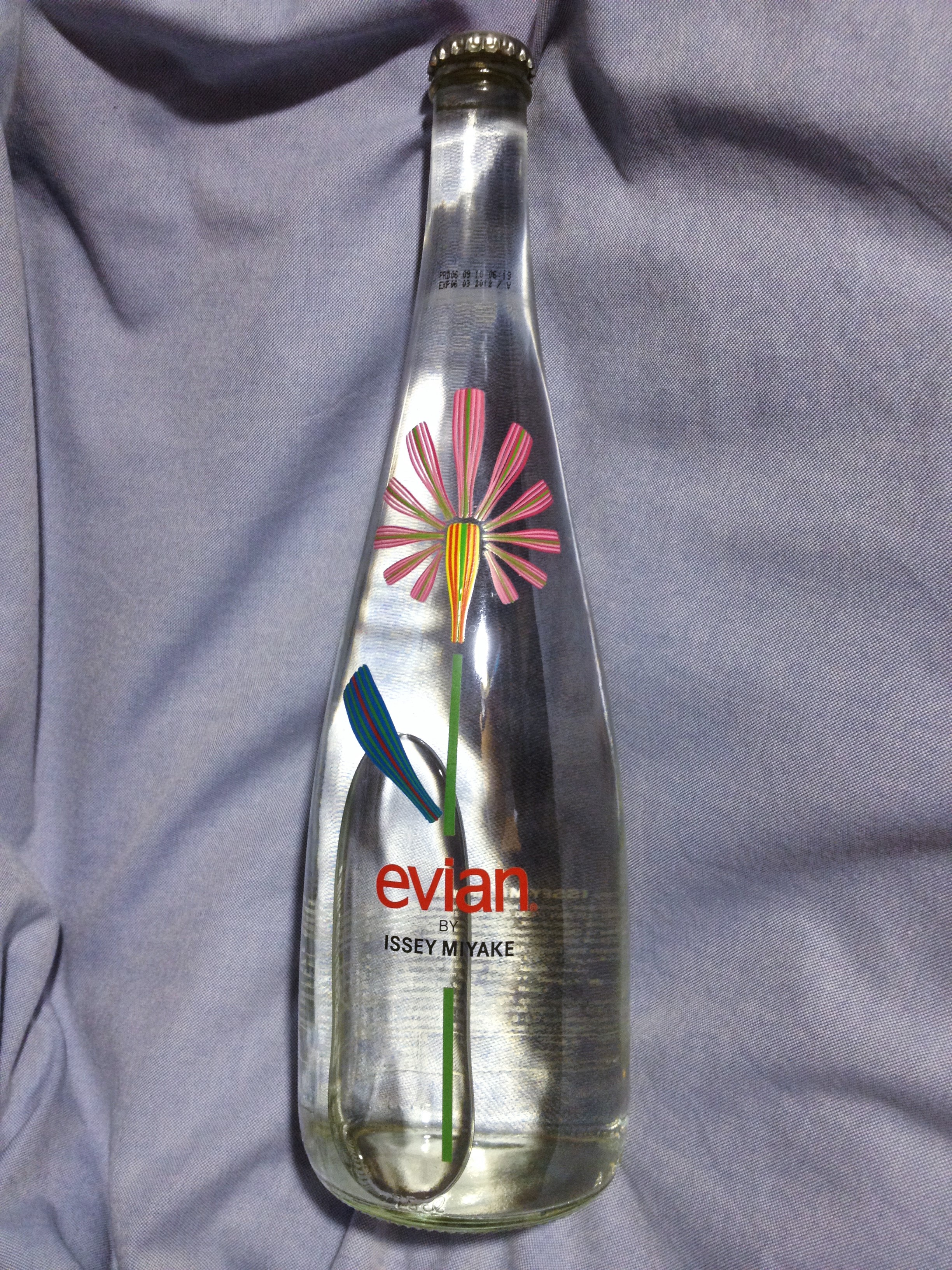
Von Issey Miyake gestaltete Glasflasche

2007 entwarf der französische Modeschöpfer Christian Lacroix für das Folgejahr eine Flasche, deren Gestaltung an Haute Couture erinnerte und dabei traditionelle Kostüme arlesischer Frauen imitierte. Von den produzierten Exemplaren wurden einige öffentlich versteigert oder in Galerien, Geschäften sowie bei Großveranstaltungen ausgestellt.
Jean-Paul-Gaultier-Modelle
Ende 2008 gestaltete Jean Paul Gaultier eine Flasche.  Dieses Modell wurde auch in Zusammenarbeit mit der Pralinenmarke Leonidas verkauft.
Weitere Design-Modelle
Weitere Designer waren unter anderem Issey Miyake, Paul Smith, André Courrèges und Chiara Ferragni. Seit 2018 arbeitet der amerikanische Modedesigner Virgil Abloh als Creative Advisor for Sustainable Innovation Design für Evian und entwarf die Limited Edition 2019. Zusätzlich zur Glasflasche hat das Team um Abloh gemeinsam mit dem B Corp-zertifizierten Unternehmen Soma eine wiederbefüllbare Trinkflasche entworfen, die aus bruchsicherem Glas, einer Silikonhülle sowie einem auslaufsicheren Bambusdeckel besteht.

### Personalisierung
Seit 2010 ist es möglich, Flaschen durch Lasergravur zu personalisieren.

## Eigenschaften und Zusammensetzung
Physikalisch-chemische Eigenschaften
- pH: 7,2

| Element        | Formel | Inhalt (mg/l) |
| -------------- | ------ | ------------- |
| Bicarbonate    | HCO3−  | 360           |
| Calcium        | Ca2+   | 80            |
| Chloride       | Cl−    | 10            |
| Magnesium      | Mg2+   | 26            |
| Nitrate        | NO3−   | 3,8           |
| Kalium         | K+     | 1             |
| Siliciumdioxid | SiO2   | 15            |
| Natrium        | Na+    | 6,5           |
| Sulfate        | SO42−  | 15            |

Im Jahr 2022 wurde bekannt, dass von sieben getesteten Mineralwässern am wenigsten Trifluoracetat in Evian nachgewiesen wurde (0,08 µg/l).

## Produktionsvolumen
In der Anlage in Evian werden 7.000 Paletten am Tag beziehungsweise 1,7 Milliarden Flaschen im Jahr abgefüllt. Der 1965 erbaute Abfüllbetrieb verfügt über 100.000 m² Hallenfläche, 15 Abfüll-Linien und den größten privaten Bahnhof Europas mit über 13 Kilometer Eisenbahngleisen. Täglich werden dort 150 Waggonladungen beladen und größtenteils in den Rotterdamer Hafen zum weltweiten Verkauf transportiert.

## Nachhaltigkeit
1992 gründeten Danone beziehungsweise die Evian-Tochtergesellschaft und umliegende Gemeinden und Bauern Apieme, eine Vereinigung, die das Wassereinzugsgebiet von Evian durch gezielte ökologische Maßnahmen schützen soll. Zu diesen Maßnahmen gehören der Bau und der Betrieb einer Biogasanlage, die Gülle aus landwirtschaftlichen Betrieben nutzt, um sie in Energie zu verwandeln, die von der Abfüllanlage genutzt wird.
1998 unterzeichneten die Ramsar-Konvention (Partner der UNESCO) und Danone die erste Partnerschaftsvereinbarung zwischen einer globalen Umweltkonvention und einem privaten Unternehmen. Im Rahmen dieser Vereinbarung wurden der Danone-Evian-Fonds für Wasser und der Danone-Fonds für Natur gegründet, um die Arbeit des Konvents zur Sensibilisierung und Förderung der nachhaltigen Nutzung und Bewirtschaftung von Feuchtgebieten als Wasserquelle zu unterstützen. Seit 1999 wird der „Evian Special Prize“, ein mit 10.000 $ dotierter Geldpreis, verliehen. 2008 erweiterte Evian die Partnerschaft mit der Ramsar-Konvention und gründete das Evian Water Protection Institute, um an Projekten zur Bewirtschaftung von Wasser- und Feuchtgebieten mitzuarbeiten. Evian ist das erste natürliche Mineralwasser, dessen Quellgebiet im Jahr 2009 nach der Ramsar-Konvention als Feuchtgebiet von internationaler Bedeutung anerkannt wurde. Seit 2008 ist Evian zudem Partner des Livelihoods Carbon Funds, der seither rund 130 Millionen Bäume gepflanzt hat, um CO2-Emissionen auf natürliche Weise zu filtern.
Seit 2017 wird Evian CO2-neutral abgefüllt. Die gesamte Marke ist von Carbon Trust als klimaneutral in Scope 1, 2 und 3 zertifiziert.
In der Schweiz ist Evian seit 2020, in Deutschland seit 2021 nach dem Regelwerk von B Corp zertifiziert.
Im deutschsprachigen Raum werden seit 2020 alle PET-Einwegpfandflaschen aus 100 % recyceltem PET produziert.

## Sponsoring und Partnerschaften
Evian tritt weltweit als Partner einzelner Sportler und Sportlerinnen sowie von Sportveranstaltungen auf. Zu den Markenbotschaftern zählten 2021 die Profi-Tennisspieler: Stan Wawrinka, Kyle Edmund, Madison Keys, Garbiñe Muguruza sowie die ehemalige Tennisspielerin Marija  Scharapowa.
Seit 2008 ist Evian das offizielle natürliche Mineralwasser des Tennisturniers in Wimbledon. Ferner fungiert Evian als Sponsor von The Evian Championship, einem Damen-Golfturnier. 2021 wurde das Turnier umbenannt in The Amundi Evian Championship.
Zudem arbeitet Evian mit dem Fotografen Cory Richards und dem Model Luka Sabbat zusammen. Die Pop-Sängerin Dua Lipa wurde im Jahr 2020 von Evian als globale Markenbotschafterin verpflichtet.

## Auszeichnungen
Im Jahr 2009 startete Evian die Werbekampagne „Evian Roller Babies“. Die Kampagne wurde bei den London International Awards 2009 mit Gold für die besten visuellen Effekte ausgezeichnet.

## Kritik
Im Jahr 2017 zeichnete die Verbraucherzentrale Hamburg Evian als „Mogelpackung des Jahres“ aus. Danone hatte die Füllmenge nach Angaben der Verbraucherschützer von 1,5 Liter auf 1,25 Liter reduziert und gleichzeitig den Preis angehoben.
2020 untersuchte Öko-Test stille Wasser. Dabei habe man auch bei Evian bedenkliche Inhaltsstoffe gefunden. Ein Mineralwasserexperte vom SGS Institut Fresenius kritisierte die Testmethodik im Stern hingegen als irreführend und ohne wissenschaftliches Fundament.